# Helmut Stukenberg

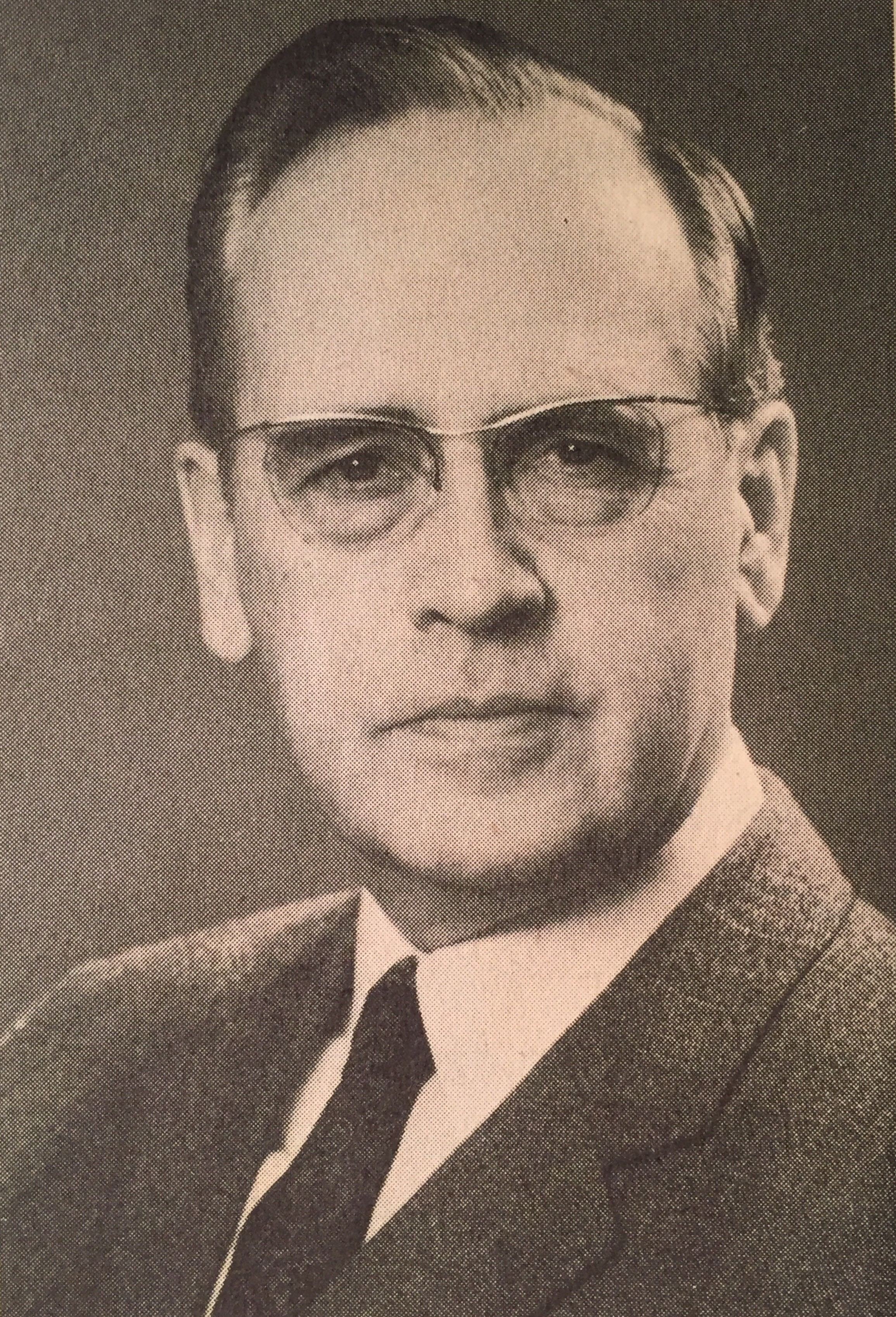
Helmut Stukenberg, 1977

Helmut Stukenberg (* 1909 in Oldenburg (Oldb); † 1991 in Essen) war ein deutscher Ministerialbeamter und Präsident der Deutschen Bundesbahn.

## Leben
Stukenberg war der Sohn von Wilhelm Stukenberg (1878–1964), Oberschulrat und für die Deutsche Demokratische Partei (DDP) Mitglied des Oldenburgischen Landtags, und dessen Frau Alma geb. Wohlers (1882–1963). Er war von 1937 bis 1946 bei der Deutschen Reichsbahn tätig, ab 1950 im Bundesverkehrsministerium, dort 1950 bis 1952 Hilfsreferent in der Abteilung Z, 1953 bis 1957 Leiter des Referates Z 2 (Beamtenrecht, Personalangelegenheiten) sowie als ständiger Vertreter des Abteilungsleiters Z, und 1957 bis 1962 Leiter der Abteilung Z.
Von 1962 bis 1972 war er im Vorstand der Deutschen Bundesbahn.
Er war Vorsitzender der Evangelische Arbeitsgemeinschaft für Soldatenbetreuung von 1977 bis 1981 und Vorsitzender der Deutschen Verkehrswissenschaftlichen Gesellschaft von 1978 bis 1984.
Sein Enkel Christian Keimer ist seit 2014 Bürgermeister der Stadt und Verbandsgemeinde Kastellaun.